# Carlotta und die Wolke
Carlotta und die Wolke ist ein Kinderkurzfilm aus dem Jahr 2010 von Regisseur Daniel Acht. Der Film wurde im Rahmen der ZDF-Sendung Siebenstein am 27. September 2010 ausgestrahlt.

## Handlung
Carlotta erhält ein magisches Geschenk, mit dessen Hilfe sie neue Freunde findet.

## Aufführungen
Carlotta und die Wolke läuft sehr erfolgreich auf diversen nationalen, sowie internationalen Filmfestivals:

### National
- Landshuter Kurzfilmfestival 2011
- Bamberger Kurzfilmtage 2011
- KUKI Shortfilm Festival 2010
- Internationales Filmfestival Schlingel 2010
- cellu l’art Kurzfilmfest 2011

### International
- Sarasota Filmfestival 2011 (Florida, USA)
- View Finders Festival 2011 (Halifax, Kanada)
- Aye Aye Film Festival 2011 (Nancy, Frankreich)
- Giffoni Film Festival 2011 (Giffoni, Italien)
- Chicago International Children’s Film Festival 2011 (Illinois, USA)
- Internationale Kurzfilmtage Winterthur 2011 (Winterthur, Schweiz)
- Emmentaler Filmtage 2011 (Emmental, Schweiz)
- Curta Cinema International Short Film Festival 2011 (Rio de Janeiro, Brasilien)
- Festival Internacional de Cine para Niños 2012 (Bogotá, Kolumbien)
- BAMkids Film Festival 2011 (New York, USA)

## Auszeichnungen
- Bester Kinderfilm – Bamberger Kurzfilmtage 2011
- Best Shortfilm 2011 (Elements 6+) – Giffoni Film Festival 2011
- Prädikat: wertvoll – Deutsche Film- und Medienbewertung (FBW)
- Erster Preis für den besten Live Action Kurzfilm – BAMKids Film Festival